# 植田豊
植田 豊（うえだ ゆたか 1986年11月8日 - ）は、日本の男性総合格闘家。リバーサルジム新宿Me,We所属。サウスポー。

## 来歴
明大中野高校の柔道部時代にGRABAKA代表菊田早苗の仲介を受け日本体育大学の柔道部へ入部。日本体育大学体育学部武道学科卒業後にわずかなサラリーマン期間を経てGRABAKAに入門。
2009年のDEEPフューチャーキングトーナメントのウェルター級で優勝。2010年にclub DEEPでプロデビューを果たす。
2013年9月15日のクレベル・コイケ戦で2RパウンドでTKO負けした後一時試合から遠のいていたが、2019年1月27日のWARDOG CAGE FIGHT 20 ×GRACHAN 38でブレンゾリンク・バットムント戦で2R3-0判定勝ちを収め、5年4ヶ月ぶりの復帰戦で勝利を収めた。
2023年12月10日、GRACHAN&D-SPIRAL！のメインマッチで安海健人と対戦し、1RパウンドでTKO勝ち。

## 人物
- 杉並区和田や新宿区の私立中学・高校・文京区の都立高校で保健・体育教師をしている。

## 戦績

### プロ総合格闘技
| 総合格闘技 戦績 | 総合格闘技 戦績 | 総合格闘技 戦績 | 総合格闘技 戦績 | 総合格闘技 戦績 | 総合格闘技 戦績 | 総合格闘技 戦績 |
| --------------- | --------------- | --------------- | --------------- | --------------- | --------------- | --------------- |
| 20 試合         | (T)KO           | 一本            | 判定            | その他          | 引き分け        | 無効試合        |
| 10 勝           | 1               | 4               | 5               | 0               | 2               | 0               |
| 8 敗            | 2               | 2               | 4               | 0               | 2               | 0               |

| 勝敗 | 対戦相手                     | 試合結果                        | 大会名                                                   | 開催年月日     |
| ○    | 安海健人                     | 1R 2:59 TKO（パウンド）         | GRACHAN&D-SPIRAL                                         | 2023年12月10日 |
| △    | 山田哲也                     | 5分2R終了 判定0-0               | GRACHAN63                                                | 2023年8月06日  |
| ○    | 藤村健吾                     | 5分2R終了 判定3-0               | GRACHAN46                                                | 2020年12月05日 |
| ×    | 小谷直之                     | 5分2R終了 判定0-3               | GRACHAN45                                                | 2020年09月20日 |
| ○    | 岸本篤史                     | 2R 1:30 裸絞                    | GRACHAN43×BRAVE FIGHT22                                  | 2020年03月01日 |
| ×    | 山本琢也                     | 2R 4:34 TKO                     | GRACHAN42×GLADIATOR011 【GRACHANライト級タイトルマッチ】 | 2019年12月22日 |
| ○    | 飯田哲夫                     | 1R 2:10 アームバー              | GRACHAN40×BFC Vol.3                                      | 2019年06月02日 |
| ○    | ブレンゾリンク・バットムント | 5分2R終了 判定3-0               | WARDOG CAGE FIGHT 20 ×GRACHAN 38                         | 2019年01月27日 |
| ×    | クレベル・コイケ             | 2R 2:18 TKO（グラウンドパンチ） | DEEP HAMAMATSU IMPACT2013                                | 2013年09月15日 |
| ×    | 冨樫良介                     | 5分2R終了 判定0-3               | DEEP TOKYO IMPACT                                        | 2013年07月20日 |
| ○    | 近藤定男                     | 5分2R終了 判定3-0               | DEEP TOKYO IMPACT WAVE5                                  | 2013年05月18日 |
| ○    | 近藤秀人                     | 5分2R終了 判定3-0               | DEEP TOKYO IMPACT                                        | 2013年03月09日 |
| ×    | 福本よう一                   | 2R 2:40 ヒールホールド          | DEEP CAGE IMPACT 2012 in TOKYO 〜OVER AGAIN〜            | 2012年04月07日 |
| ×    | 花井岳文                     | 5分2R終了 判定0-2               | DEEP SHIZUOKA IMPACT 2012                                | 2012年02月05日 |
| ×    | 上山龍紀                     | 5分2R終了 判定0-3               | GRABAKA LIVE! 1st CAGE ATTACK                            | 2011年10月15日 |
| △    | 松下直揮                     | 5分2R終了 判定1-1               | DEEP CAGE IMPACT 2011 in Nagoya 公武堂ファイト           | 2011年7月10日  |
| ×    | LUIZ                         | 2R 0:52 腕ひしぎ十字固め        | DEEP 53 IMPACT 〜小路晃引退興行〜                        | 2011年4月22日  |
| ○    | ナム・イェウォン             | 1R 1:45 フロントチョーク        | DEEP TOKYO IMPACT                                        | 2011年2月27日  |
| ○    | アン・ジヨン                 | 5分 2R終了 判定3-0              | DEEP 48 IMPACT                                           | 2010年7月3日   |
| ○    | 山口マイク満                 | 1R 0:25 ストレートアームバー    | club DEEP TOKYO in 新木場1stRING                         | 2010年5月23日  |

### アマチュア総合格闘技
| 勝敗 | 対戦相手 | 試合結果                 | 大会名                                                                                        | 開催年月日     |
| ○    | 大原樹理 | 2R 0:47 腕ひしぎ十字固め | DEEPフューチャーキングトーナメント2009 【フューチャーキングトーナメント ウェルター級 決勝】   | 2009年12月27日 |
| ○    | 金森道   | 1R 2:09 三角絞め         | DEEPフューチャーキングトーナメント2009 【フューチャーキングトーナメント ウェルター級 準決勝】 | 2009年12月27日 |
| ○    | 土屋彬充 | 1R 2:18 腕ひしぎ十字固め | DEEPフューチャーキングトーナメント2009 【フューチャーキングトーナメント ウェルター級 1回戦】  | 2009年12月27日 |

## 獲得タイトル
- DEEPフューチャーキングトーナメント2009 ウェルター級 優勝[2]（2009年）